# Lyratoherpia
Lyratoherpia is een geslacht van wormmollusken uit de  familie van de Dondersiidae.

## Soorten
- Lyratoherpia bracteata Salvini-Plawen, 1978
- Lyratoherpia californica (Heath, 1911)
- Lyratoherpia carinata Salvini-Plawen, 1978